# Manduca ochus
Manduca ochus là một loài bướm đêm thuộc họ Sphingidae được Johann Christoph Friedrich Klug mô tả lần đầu vào năm 1836.

## Phân bố
Nó được tìm thấy ở Mexico, Belize, Nicaragua đến Venezuela và Ecuador.

## Mô tả
Sải cánh dài khoảng 12 cm. Nó có thể được phân biệt với các loài Manduca khác bằng mô hình cánh trước có màu nâu hung và vùng mép than lốm đốm. Mặt trên của đầu và ngực có màu nâu xám và màu cam, đồng thời có hai cặp chấm đen dưới rìa và một hàng chấm đen rìa ở mặt trên của cánh trước.

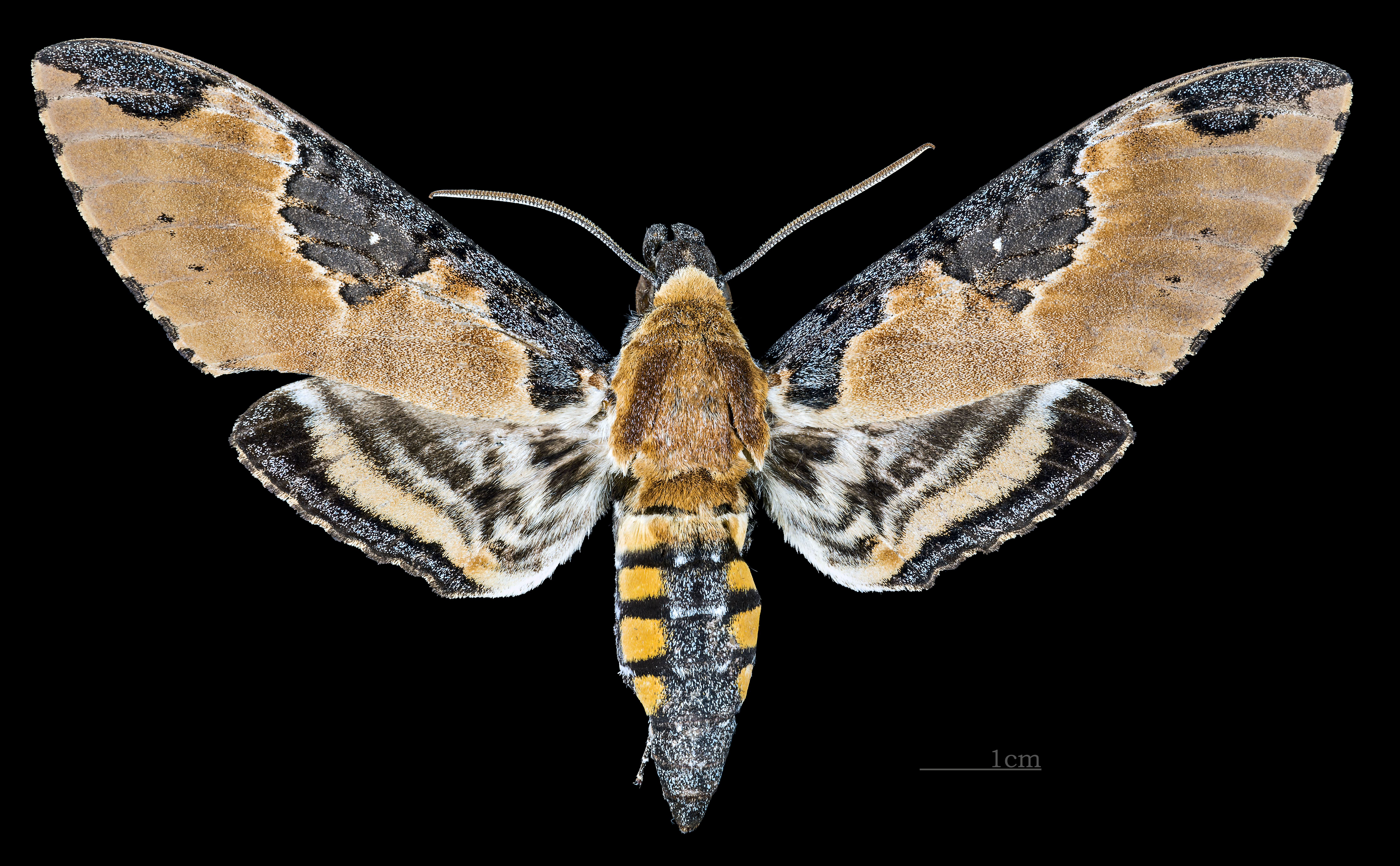
Đực, mặt lưng
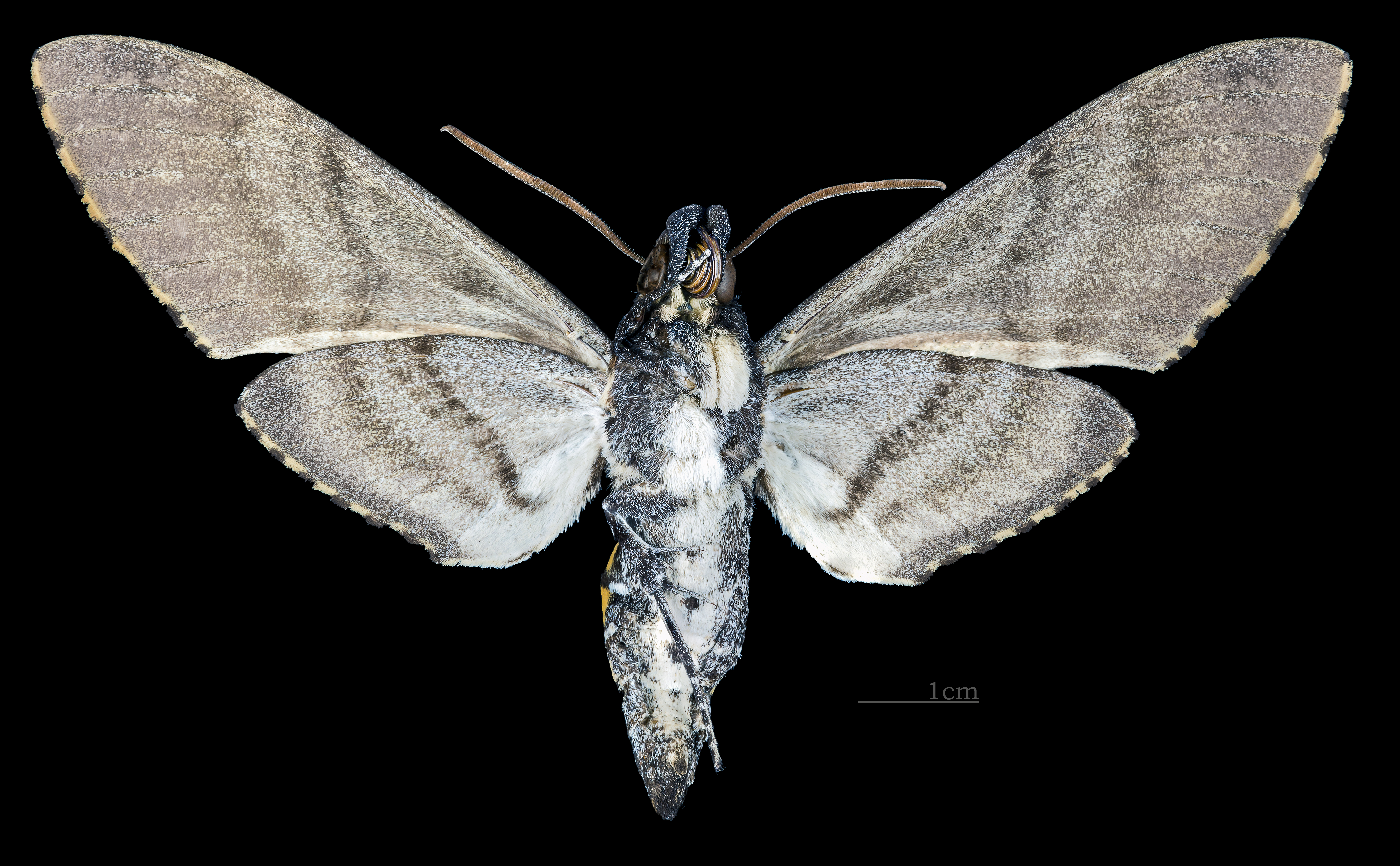
Đực, mặt bụng

## Sinh học
Có lẽ có hai hoặc ba thế hệ mỗi năm, với những con trưởng thành trong gần tất cả các tháng ở Costa Rica.
Ấu trùng có thể ăn các loài thuộc họ Cà.